# Стадіон Чарних
«Стадіон Чарних Львів» (пол. Stadion Czarnych Lwów) — неіснуючий нині багатофункціональний стадіон у Львові. Відкритий 29 червня 1923 року, вміщував бл. 12 тисяч глядачів. У міжвоєнній Польщі був домашньою ареною футбольного клубу «Чарні», у 1931—1939 роках носив ім'я Юзефа Пілсудського. Після війни мав назву «Динамо». Стадіон ліквідовано в кінці 1970-х, на його місці тепер розташована будівля Львівської податкової.

## Історія
Стадіон було завершено до 20-ї річниці заснування «Чарних». Його було зведено на території колишнього іподрому, навпроти «Стадіону Поґоні» і поруч зі «Стадіоном Сокола-Батька». На початку жовтня 1924 на стадіоні було відкрито бігові доріжки.
У ніч з 2 на 3 вересня 1930 року сталася пожежа головної трибуни, внаслідок якої та повністю згоріла. За польською версією, причиною став підпал, вчинений українськими націоналістами. Раніше, в ніч на 2 листопада 1928 року невідомі спалили сусідній «Стадіон Сокола-Батька», де виступав клуб «Україна». Того разу винних також не знайшли, а офіційна версія оголосила, що підпал влаштували самі українці для вчинення провокації.
Пожежа на «Стадіоні Чарних» набула широкого розголосу в Польщі, з'явилися заклики зі збору коштів на відбудову трибуни. На час відбудови стадіону «Чарні» могли безплатно користуватися об'єктами «Поґоні». Нову залізобетонну трибуну на «Стадіоні Чарних» було відкрито 2 серпня 1931. Після відновлення стадіон отримав ім'я Йозефа Пілсудського, він вважався одним із найкращих у Польщі.
Після Другої світової війни на стадіоні виступав клуб «Динамо» Львів. Після відкриття стадіонів «СКА» та «Дружби» (тепер «Україна») стадіон «Динамо» втратив своє значення і в кінці 1970-х його було ліквідовано, а на його місці було зведено будинок Податкової адміністрації. 
У міжвоєнний час на стадіоні три матчі провела збірна Польщі: 2 вересня 1923 року проти Румунії (1:1), 12 вересня 1926 року проти Туреччини (6:1) і 14 жовтня 1934 року ще раз проти Румунії (3:3).